# Alcohol desnaturalizado

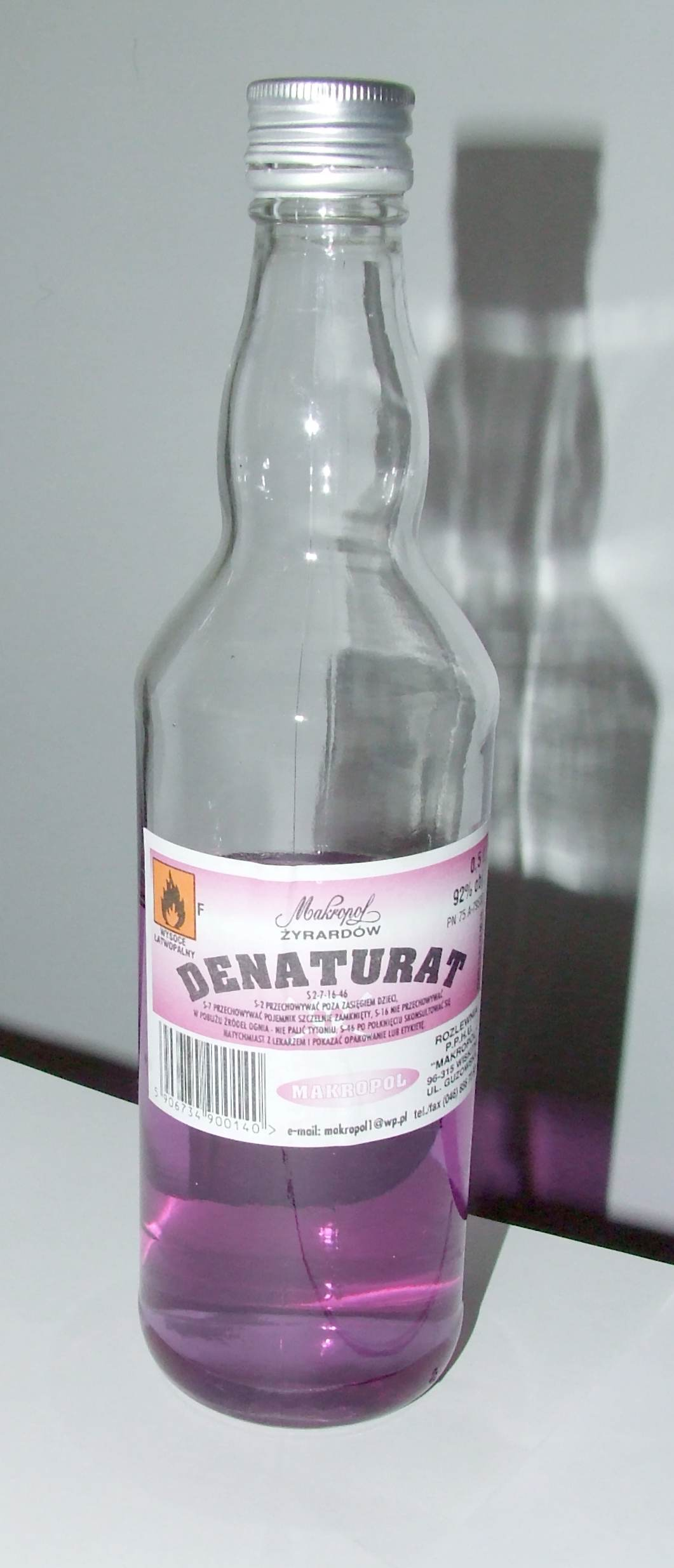
Una botella polaca de alcohol desnaturalizado

El alcohol desnaturalizado, también llamado alcohol metilado es un producto de etanol que tiene aditivos para convertirlo en venenoso, con mal gusto, con un olor repugnante o causante de náuseas para desalentar el consumo recreativo. A veces se tiñe de manera que se pueda identificar visualmente. Se puede añadir piridina, metanol, o ambos productos para hacer que el alcohol desnaturalizado sea venenoso, o también se puede añadir benzoato de denatonio para hacerlo amargo.

## Descripción
El alcohol desnaturalizado se utiliza como disolvente y como combustible para los quemadores de alcohol y las estufas de acampada. Debido a la diversidad de usos industriales para el alcohol desnaturalizado, se han utilizado cientos de aditivos y métodos de desnaturalización. El aditivo principal ha sido tradicionalmente el 10% de metanol (alcohol metílico), dando lugar al término "espíritus metilados". Otros aditivos típicos incluyen alcohol isopropílico, acetona, metiletilcetona, metil isobutil cetona y benzoato de denatonio.
En Estados Unidos, las mezclas vendidas como alcohol desnaturalizado suelen tener porcentajes mucho mayores de metanol y pueden ser inferiores al 50% de etanol.
Desnaturalizar el alcohol no altera químicamente la molécula de etanol. El etanol se mezcla con otras sustancias químicas para formar una solución de mal gusto, a menudo tóxico. Para la mayoría de estas soluciones, no hay forma práctica de separar los componentes.
En muchos países, las ventas de bebidas alcohólicas están fuertemente gravadas para fines fiscales y de política de salud pública (véase el impuesto pigouvià). Para evitar el pago de impuestos sobre bebidas, en el alcohol que no se tenga que consumir con este fin, se ha de "desnaturalizar" el alcohol, o bien tratarlo con productos químicos añadidos para hacerlo imbebible. Su composición está estrechamente definida por las regulaciones gubernamentales de los países que imponen tasas sobre las bebidas alcohólicas. El alcohol desnaturalizado se utiliza de manera idéntica que el mismo etanol, salvo las aplicaciones que implican el uso como combustible, hasta quirúrgicos o stock de laboratorio. Se requiere etanol puro para aplicaciones de bebidas alimenticias y determinadas reacciones químicas en las que el desnaturalizado pudiera interferir. En biología molecular, el etanol desnaturalizado no se puede utilizar para hacer precipitar los ácidos nucleicos.
El alcohol desnaturalizado no tiene ventajas en ningún propósito respecto al etanol normal; es un compromiso de política pública. Como el alcohol desnaturalizado se vende sin los fuertes impuestos que suele haber sobre el alcohol adecuado para el consumo, es una solución más barata para la mayoría de los usos que no implican beberlo. Si el etanol puro se dispusiera a un precio más bajo para los combustibles, disolventes o fines medicinales, algunas personas las utilizarían como bebida.
También se emplean aditivos como cloruro de benzalconio e incluso alcanfor cuando se trata de desnaturalizar el alcohol etílico para su uso como antiséptico tópico.

## Toxicidad
A pesar de su contenido venenoso, a veces se consume alcohol desnaturalizado como alcohol estándar. Esto puede producir ceguera o muerte si contiene metanol. Por ejemplo, durante la prohibición en los Estados Unidos, la ley federal requería metanol en alcoholes industriales de fabricación doméstica. El día de Navidad de 1926 y los dos días siguientes, en medio del "Gran Experimento" de la prohibición nacional de alcohol, en la ciudad de Nueva York, 31 personas murieron por intoxicación de metanol. Para ayudar a prevenir este hecho, a menudo se añade benzoato de denatonio para dar a la sustancia un sabor extremadamente amargo. Se añaden sustancias como la piridina para dar una olor desagradable a la mezcla y también se pueden incluir agentes como el jarabe de ipecacuana para inducir vómitos.
Nueva Zelanda ha sacado el metanol de su formulación "espíritus metilados" aprobada por el gobierno.

## Formulaciones
Se utilizan diferentes aditivos para dificultar el uso de la destilación o de otros procesos sencillos para revertir la desnaturalización. El metanol se utiliza habitualmente tanto porque su punto de ebullición es cercano al del etanol como porque es tóxico. Otro desnaturalizando típico es la piridina. A menudo el alcohol desnaturalizado se tiñe de violeta de metilo.

Hay varios grados de alcohol desnaturalizado, pero en general los desnaturalizadores utilizados son similares. A modo de ejemplo, según la normativa británica de 2005, la formulación para el alcohol completamente desnaturalizado era la siguiente: 
El alcohol completamente desnaturalizado debe elaborarse de acuerdo con la siguiente formulación: con cada 90 partes en volumen de alcohol se mezcla 9,5 partes por volumen de nafta de madera o un sustituto y 0,5 partes por volumen de piridina cruda, ya la mezcla resultante se añade mineral de nafta (petróleo) en la proporción de 3,75 litros por cada 1000 litros de la mezcla y colorante orgánico sintético (metil violeta) en la proporción de 1,5 gramos por cada 1000 litros de la mezcla.
En febrero de 2013, la Unión Europea acordó los procedimientos mutuos para la desnaturalización completa del alcohol:
Por hectolitro (100 L) de etanol absoluto: 3 litros de alcohol isopropílico, 3 litros de etil-cetona y 1 gramo de benzoato de denatonio.

### Alcohol especialmente desnaturalizado
Un alcohol especialmente desnaturalizado (SDA) es uno de los muchos tipos de alcohol desnaturalizado especificados en el Código de Regulaciones Federales de EE. UU., Título 27 Sección 21.151. Un alcohol especialmente desnaturalizado es una combinación de etanol y otro producto químico, por ejemplo, acetato de etilo en SDA 29, 35 y 35A, añadidos para hacer que la mezcla no sea apta para beber. Los SDA se utilizan a menudo en productos cosméticos y también se pueden utilizar en la fabricación productos químicos, productos farmacéuticos y disolventes. Otro ejemplo es el SDA 40-B, que contiene alcohol tert-butílico y benzoato de denatonio, NF. El uso de alcohol adecuado para bebidas de-saturadas en Estados Unidos y otros países evita impuestos especiales sobre el alcohol.